# 阿尔法·罗密欧C39
阿尔法·罗密欧C39是由阿尔法·罗密欧車隊设计和制造的一级方程式赛车，是2020年一级方程式世界锦标赛阿尔法·罗密欧車隊的比賽用車。這車由基米·莱科宁和安东尼奥·吉奥维纳兹駕駛，他們都是第二年為該車隊效力=。羅伯特·庫比卡是車隊的後備車手。 該車原計劃在2020年澳大利亞大獎賽上首次亮相，但該場比賽被取消，接下來在巴林、越南和中國的三場賽事又因2019冠状病毒病疫情被推遲，最終C39在2020年奧地利大獎賽上首次亮相。
這賽車由揚·蒙肖，盧卡·富爾巴托，Lucia Conconi ，Alessandro Cinelli ，尼古拉斯·亨內爾所設計，賽車由法拉利 065引擎提供動力。

## 參賽歷史
在季前測試之前，阿爾法羅密歐將汽車換上了“蛇皮”塗裝。然後這輛車又回到了它正常的賽車塗裝上進行季前測試。在賽季開幕戰2020年奧地利大獎賽時，基米·莱科宁的右前輪胎脫落，令他需要退賽。安东尼奥·吉奥维纳兹以第9名完賽，為阿爾法羅密歐獲得2分。在 2020年施蒂利亞大獎賽上，萊科寧以第11名完賽，喬維納齊以第14名完賽，均被套圈一次。在2020年匈牙利大獎賽上，萊科寧一開始就落後太多，讓他無法獲得好成績。在比賽中，他被罰了5秒。兩輛C39在排位賽后排在最後兩位。雖然C39在賽季開始時排在發車位後面，但隨著賽季的進行，它的表現已經逐漸改善，其中包括在比利時大獎賽在兩部法拉利之前完賽，以第12名越過終點綫。與法拉利 SF1000和其他法拉利引擎客戶哈斯車隊賽車VF-20 一樣，這款車一直受到來自法拉利引擎的動力問題阻礙因此一直難以與與其他中游車隊競爭，尤其是在依賴引擎馬力的賽道上（例如意大利、比利時，薩基爾大獎賽）。在大多數比賽中，他們與哈斯和威廉姆斯一起排在最後。

## 其他亮相機會
在2021年阿布達比大獎賽後測試2022賽季輪胎化合物時使用了改進版的C39。

## 一級方程式參賽記錄
(賽果底色示意列表)

粗體－桿位 斜體－最快圈速 * – 賽季進行中 

† –  車手未完成賽事，但已完成90%的原定賽程，因而有排名 

‡ –  由於未完成預定距離的75％，因此該場比賽只能獲得一半積分 

| 奧     |                   | 匈                   | 英 | 周年 | 西                | 比  |    | 托 | 俄 | 艾費 | 葡 | 艾米 | 土 | 巴林 | 薩 | 阿 |    |    |     |    |    |    |     |   |
| 2020年 | 阿尔法·罗密欧車隊 | 法拉利065 1.6公升V6t | P  |      |                   |     |    |    |    |      |    |      |    |      |    |    |    |    |     |    |    |    |     |   |
| 2020年 | 阿尔法·罗密欧車隊 | 法拉利065 1.6公升V6t | P  | 7    | 奇米·雷克南       | Ret | 11 | 15 | 17 | 15   | 14 | 12   | 13 | 9    | 14 | 12 | 11 | 9  | 15  | 15 | 14 | 12 | 8th | 8 |
| 2020年 | 阿尔法·罗密欧車隊 | 法拉利065 1.6公升V6t | P  | 99   | 安東尼奧·焦維納齊 | 9   | 14 | 17 | 14 | 17   | 16 | Ret  | 16 | Ret  | 11 | 10 | 15 | 10 | Ret | 16 | 13 | 16 | 8th | 8 |
| 來源:  |                   |                      |    |      |                   |     |    |    |    |      |    |      |    |      |    |    |    |    |     |    |    |    |     |   |